# Hedvig Taube
Hedvig Ulrika Taube (1714-1744) var den svenske kong Fredrik I's maitresse fra hun var 16 til sin død og fødte ham fire børn. Hun var datter af admiral Evert Taube, og hun og faderen fik i perioden en betydelig politisk indflydelse. Hedvig blev romersk rigsgrevinde med navnet von Hessenstein, som også tillagdes børnene. Dronning Ulrika Eleonora og præstestanden kritiserede skarpt forholdet. Hedvig von Hessenstein døde i barselsseng som trediveårig.